# Ginga hyōryū Vifam
Ginga hyōryū Vifam (銀河漂流バイファム?, Ginga hyōryū Baifamu) anche conosciuto come Galactic Drifter Vifam è una serie televisiva anime creata dallo Studio Sunrise nel 1983.

## Produzione
Ginga hyōryū Vifam è stato trasmesso in Giappone da varie emittenti televisive (fra cui MBS e TBS) fra il 21 ottobre 1983 ed l'8 settembre 1984. La serie è stata ideata da Yoshiyuki Tomino e diretta da Takeyuki Kanda. È caratterizzata dal mechanical design degli artisti Kunio Ōkawara (che in precedenza aveva realizzato i mecha per la serie Mobile Suit Gundam) e Mamoru Nagano, e dal character design del compianto Toyoo Ashida, famoso per il suo lavoro in Magical Princess Minky Momo.
La sigla di apertura dell'anime, Hello Vifam, è composta ed interpretata dal gruppo giapponese progressive rock TAO. Si tratta di una delle prime sigle di un anime giapponese ad avere il testo completamente in lingua inglese.
Un sequel intitolato Ginga hyōryū Vifam 13 (銀河漂流バイファム13?, Ginga hyōryū Baifamu sātīn), è stato trasmesso dalla MBS e dai suoi network affiliati fra il 21 marzo 1998 ed il 3 ottobre 1998.
La prima serie è stata ritrasmessa in Giappone da Animax a partire dal 23 dicembre 2006.

## Trama
Durante l'anno 2058, forze ostili (collettivamente conosciute come "Astrogaters") attaccano le colonie umane su Clayad, il terzo pianeta del sistema Ypserlon che è distante 43 anni luce dalla Terra. A causa di ciò, i coloni su Clayad vengono evacuati dal pianeta dalle autorità militari. Tuttavia, durante la confusione, tredici ragazzini umani finiscono per separarsi dai propri genitori e si mettono in salvo a bordo di una navicella per l'addestramento al combattimento, la Janous. Con l'aiuto del sistema di difesa del proprio mezzo (che include il tecnologicamente avanzato e potentissimo mecha da combattimento VIFAM), i ragazzi riescono ad arrivare sino a Belwick, il quarto pianeta del sistema Ypserion, dove teoricamente vivono altri umani. Tuttavia, giunti su Belwick, il gruppo scopre che la colonia è stata già completamente distrutta dai nemici. Non vedendo altre via di salvezza, i ragazzini decidono di guidare l'astronave sino alla Terra.
Durante il loro viaggio per la Terra, il gruppo scopre un'astronave aliena danneggiata, guidata da un amichevole astrogater. Grazie a lui, i ragazzi scoprono che uno di loro è in realtà un alieno, e che i loro genitori sono stati catturati dagli astrogater e tenuti prigionieri sul satellite artificiale di Tuat. Dopo numerose battaglie con gli astrogaters, (che si scopriranno venire da un pianeta chiamato Kutko) ed aver ricevuto alcuni aiuti dalle forze militari terrestri, i tredici ragazzi riescono a raggiungere Tuat. Tuttavia uno dei ragazzini viene catturato e portato sul satellite artificiale, dove scopre che esiste una fazione di ribelli fra le forze di Kutko, grazie al quale riuscirà a scappare dalla prigionia. Dopo aver liberato tutti gli alieni prigionieri di Kutko, i ragazzi scoprono che i loro genitori sono stati trasferiti su un altro pianeta.

## Personaggi
Roddy Shuffle (ロディ・シャッフル?, Rodi Shaffuru)
Doppiato da Katsuhiro Nanba (Vifam), Sōichirō Hoshi (Vifam 13)
Barts Lyan (バーツ・ライアン?, Bātsu Raian)
Doppiato da Hiroshi Takemura
Scott Heyward (スコット・ヘイワード?, Sukotto Heiwādo)
Doppiato da Katsumi Toriumi
Clare Barbland (クレア・バーブランド?, Kurea Bāburando)
Doppiato da Miina Tominaga
Katue Piason (カチュア・ピアスン?, Kachua Piasun)
Doppiato da Hiroko Kasahara
Maki Rowel (マキ・ローウェル?, Maki Rōweru)
Doppiato da Kyōko Hamura (Vifam), Chiharu Tezuka (Vifam 13)
Kentsu Norton (ケンツ・ノートン?, Kentsu Nōton)
Doppiato da Masako Nozawa
Shalon Publin (シャロン・パブリン?, Sharon Paburin)
Doppiato da Eriko Hara
Fred Shuffle (フレッド・シャッフル?, Fureddo Shaffuru)
Doppiato da Hidehiro Kikuchi
Pench Eliza (ペンチ・イライザ?, Penchi Iraiza)
Doppiato da Runa Akiyama
Gimmy Eril (ジミー・エリル?, Jimī Eriru)
Doppiato da Sachiko Chijimatsu
Malro Jr. Bonner (マルロ・Jr.・ボナー?, Maruro Junia Bonā)
Doppiato da Run Sasaki
Routinie Pressette (ルチーナ・プレシェット?, Ruchīna Pureshetto)
Doppiato da Kumiko Takizawa
Kate Hathuway (ケイト・ハザウェイ?, Keito Hazawei)
Doppiato da Kumiko Takizawa
Mervin Clake (メルビン・クレーク?, Merubin Kurēku)
Doppiato da Shigezō Sasaoka
Frederick Roden (フレデリック・ローデン?, Furederikku Rōden)
Doppiato da Shūsei Nakamura (Vifam), Yuzuru Fujimoto (Vifam 13)

## Episodi
| Nº                    | Giapponese 「Kanji」 - Rōmaji                                                                           | In onda           | In onda |
| Nº                    | Giapponese 「Kanji」 - Rōmaji                                                                           | Giapponese        |         |
| Vifam (46 episodi)    | |                   |         |
| 1                     | 「異星人来襲! 開拓星から全員脱出せよ!」 - Iseijin raishū! kaitaku hoshi kara zen'in dasshutsu seyo!     | 21 ottobre 1983   |         |
| 2                     | 「緊急発進! 傷だらけの練習艦ジェイナス」 - kinkyūhasshin! kizu darakeno renshū kan jieinasu             | 28 ottobre 1983   |         |
| 3                     | 「生存確率0.29%! 絶望への挑戦」 - seizonkakuritsu 0.29%! zetsubō heno chōsen                            | 4 novembre 1983   |         |
| 4                     | 「ベルウィック軌道へ! 地上基地応答なし」 - berūikku kidō he! chijō kichi ōtō nashi                      | 11 novembre 1983  |         |
| 5                     | 「憧れの操縦席 ラウンドバ－ニアン始動」 - akogare no sōjūseki raundoba - nian shidō                     | 18 novembre 1983  |         |
| 6                     | 「博士をさがせ! 異星人との遭遇」 - hakase wosagase! iseijin tono sōgū                                   | 25 novembre 1983  |         |
| 7                     | 「孤立した14人 異星人飛行物体来襲!」 - koritsu shita 14 nin iseijin hikōbuttai raishū!                  | 2 dicembre 1983   |         |
| 8                     | 「高ゲタ作戦!? 小さな戦士の出撃だ!」 - taka geta sakusen!? chiisa na senshi no shutsugeki da!           | 9 dicembre 1983   |         |
| 9                     | 「雷鳴の中の敵襲 僕達だけで戦うんだ!」 - raimei no nakano teki shū bokutachi dakede tatakau nda!        | 16 dicembre 1983  |         |
| 10                    | 「宇宙(そら)か地か― 基地攻防の大決戦!!」 - uchū (sora) ka chi ka - kichi kōbō no dai kessen!!           | 23 dicembre 1983  |         |
| 11                    | 「さらばベルウィック ジェイナスの旅立ち」 - saraba berūikku jieinasu no tabidachi                       | 6 gennaio 1984    |         |
| 12                    | 「発進準備完了! 地球へ向けて出発だ!!」 - hasshin junbikanryō! chikyū he muke te shuppatsu da!!          | 13 gennaio 1984   |         |
| 13                    | 「射撃訓練開始! 恐怖の宇宙戦闘初体験!!」 - shageki kunren kaishi! kyōfu no uchūsentō shotaiken!!        | 20 gennaio 1984   |         |
| 14                    | 「敵のスパイか!? 舞いこんだ謎の逃亡者」 - teki no supai ka!? mai konda nazo no tōbōsha                  | 27 gennaio 1984   |         |
| 15                    | 「衝撃!! 異星人が残した意外なメッセ－ジ」 - shōgeki!! iseijin ga nokoshita igai na messe - ji           | 3 febbraio 1984   |         |
| 16                    | 「総員援護体制! カチュアをつれもどせ!」 - sōin engo taisei! kachua wotsuremodose!                       | 10 febbraio 1984  |         |
| 17                    | 「さよならケイト めざせ新たなる目的地」 - sayonara keito mezase arata naru mokutekichi                  | 17 febbraio 1984  |         |
| 18                    | 「落書き天国 キャプテン自信喪失!?」 - rakugaki tengoku kyaputen jishinsōshitsu!?                        | 24 febbraio 1984  |         |
| 19                    | 「もう一つの戦争 ジェイナスの小さなママ」 - mō hitotsu no sensō jieinasu no chiisa na mama              | 2 marzo 1984      |         |
| 20                    | 「立てスコット! リ－ダ－はきみだ」 - tate sukotto! ri - da - hakimida                                   | 9 marzo 1984      |         |
| 21                    | 「敵ビ－ム波状攻撃? 僕たちに明日はある」 - teki bi - mu hajōkōgeki? boku tachini ashita haaru           | 16 marzo 1984     |         |
| 22                    | 「ジェイナス応答せよ! 地球軍からの通信」 - jieinasu ōtō seyo! chikyūgun karano tsūshin                  | 23 marzo 1984     |         |
| 23                    | 「ジェイナスは僕らの船だ!! 新たなる出発」 - jieinasu ha bokura no fune da!! arata naru shuppatsu        | 30 marzo 1984     |         |
| 24                    | 「ケイトさんの日記」 - keito sanno nikki                                                                | 6 aprile 1984     |         |
| 25                    | 「ザ・グラフティ ロディ・シャッフル」 - za. gurafutei rodei. shaffuru                                   | 13 aprile 1984    |         |
| 26                    | 「新型R・V出撃!!」 - shingata R. V shutsugeki!!                                                         | 20 aprile 1984    |         |
| 27                    | 「ロディ帰艦せず!」 - rodei ki kan sezu!                                                                | 27 aprile 1984    |         |
| 28                    | 「囚われのロディ」 - torawa reno rodei                                                                  | 4 maggio 1984     |         |
| 29                    | 「タウト星脱出命令」 - tauto hoshi dasshutsu meirei                                                     | 11 maggio 1984    |         |
| 30                    | 「決死の大気圏突入」 - kesshi no taikiken totsunyū                                                      | 18 maggio 1984    |         |
| 31                    | 「みしらぬ星ククト」 - mishiranu hoshi kukuto                                                           | 25 maggio 1984    |         |
| 32                    | 「雨あがりの再会」 - ame agarino saikai                                                                 | 1º giugno 1984    |         |
| 33                    | 「さよなら愛しの船」 - sayonara itoshi no fune                                                          | 8 giugno 1984     |         |
| 34                    | 「ククトを探索せよ」 - kukuto wo tansaku seyo                                                           | 15 giugno 1984    |         |
| 35                    | 「ケンツを助けろ!」 - kentsu wo tasuke ro!                                                              | 22 giugno 1984    |         |
| 36                    | 「収容所に向かえ!」 - shūyōjo ni muka e!                                                                | 29 giugno 1984    |         |
| 37                    | 「囮になったロディ」 - otori ninatta rodei                                                              | 6 luglio 1984     |         |
| 38                    | 「輸送機をうばえ!」 - yusōki wōbae!                                                                     | 13 luglio 1984    |         |
| 39                    | 「包囲網を破れ!」 - hōi ami wo yabure!                                                                  | 20 luglio 1984    |         |
| 40                    | 「ミュ－ラァの秘密」 - myu - raa no himitsu                                                             | 27 luglio 1984    |         |
| 41                    | 「カチュアを撃つな!」 - kachua wo utsu na!                                                              | 17 agosto 1984    |         |
| 42                    | 「パパ! 一瞬の再会」 - papa! isshun no saikai                                                           | 24 agosto 1984    |         |
| 43                    | 「奇襲作戦開始!」 - kishū sakusen kaishi!                                                               | 31 agosto 1984    |         |
| 44                    | 「大宇宙のうた」 - daiuchū nōta                                                                         | 7 settembre 1984  |         |
| 45                    | 「とっておきの贈り物」 - totteokino okurimono                                                           | 14 settembre 1984 |         |
| 46                    | 「いつまでも 13人」 - itsumademo 13 nin                                                                 | 21 settembre 1984 |         |
| Vifam 13 (25 episodi) | |                   |         |
| 1                     | 「再び13人!!」 - Futatabi 13 nin!!                                                                      | 22 marzo 1998     |         |
| 2                     | 「戦場真っ只中! 必死の逃避行!」 - senjō mattadanaka! hisshi no tōhikō!                                  | 12 aprile 1998    |         |
| 3                     | 「敵か味方か? 謎の女のメッセージ!」 - teki ka mikata ka? nazo no onna no messeji!                       | 19 aprile 1998    |         |
| 4                     | 「双子の赤ちゃん! 神様からの贈りもの?」 - futago no akachan! kamisama karano okuri mono?                | 26 aprile 1998    |         |
| 5                     | 「総員奮戦せよ! 恐怖の子育て戦争!」 - sōin funsen seyo! kyōfu no kosodate sensō!                        | 3 maggio 1998     |         |
| 6                     | 「ゆうれい女の正体? 出動ミルク大作戦」 - yūrei onna no shōtai? shutsudō miruku daisakusen               | 10 maggio 1998    |         |
| 7                     | 「乗せる、乗せない! 13人の大決断」 - nose ru, nose nai! 13 nin no dai ketsudan                          | 17 maggio 1998    |         |
| 8                     | 「ジェイナス危うし! 敵は、内と外にいた?」 - jieinasu abunau shi! teki ha, nai to soto niita?            | 24 maggio 1998    |         |
| 9                     | 「ヤギと人質? ふってわいたお食事会」 - yagi to hitojichi? futtewaitao shokujikai                        | 31 maggio 1998    |         |
| 10                    | 「ジェイナス号が凍る! 幼い命を救え!」 - jieinasu gō ga kooru! osanai inochi wo sukue!                   | 7 giugno 1998     |         |
| 11                    | 「赤ちゃんは元気に! 両親はどこにいる!」 - akachan ha genki ni! ryōshin hadokoniiru!                     | 14 giugno 1998    |         |
| 12                    | 「ひとり足りない!? 脱出へのカウントダウン」 - hitori tari nai!? dasshutsu heno kauntodaun               | 21 giugno 1998    |         |
| 13                    | 「絶体絶命! さらば愛しきJr.たち」 - zettaizetsumei! saraba itoshi ki Jr. tachi                          | 28 giugno 1998    |         |
| 14                    | 「ぼくらの選択 タウト星をめざせ!」 - bokurano sentaku tauto hoshi womezase!                             | 5 luglio 1998     |         |
| 15                    | 「危機一髪の大バトル! 男性7人vs.女性7人!?」 - kikiippatsu no dai batoru! dansei 7 nin vs. josei 7 nin!? | 12 luglio 1998    |         |
| 16                    | 「ジェイナス大洪水!? お、溺れちゃうよー!」 - jieinasu daikōzui!? o, obore chauyo !                      | 19 luglio 1998    |         |
| 17                    | 「でた? でた! でた!! 真夜中のゆうれい騒動」 - deta? deta! deta!! mayonaka noyūrei sōdō                  | 26 luglio 1998    |         |
| 18                    | 「ボギー制御不能! 浮遊機雷の恐怖」 - bogi seigyofunō! fuyū kirai no kyōfu                               | 2 agosto 1998     |         |
| 19                    | 「両親に会える!? 飛んで火に入る13人!!」 - ryōshin ni ae ru!? ton de hi ni iru 13 nin!!                  | 9 agosto 1998     |         |
| 20                    | 「決死のランディング! 救出への第一歩!?」 - kesshi no randeingu! kyūshutsu heno daiippo!?                | 16 agosto 1998    |         |
| 21                    | 「再会への秒読み! 収容所へいそげ!」 - saikai heno byōyomi! shūyōjo heisoge!                             | 23 agosto 1998    |         |
| 22                    | 「とざされた道 ジェイナスに帰還せよ!」 - tozasareta michi jieinasu ni kikan seyo!                       | 6 settembre 1998  |         |
| 23                    | 「脱出不能!! 逃亡者を探せ!」 - dasshutsu funō!! tōbōsha wo sagase!                                      | 13 settembre 1998 |         |
| 24                    | 「大ピンチ!! 最後のチャンスにかけろ!」 - dai pinchi!! saigo no chansu nikakero!                         | 27 settembre 1998 |         |
| 25                    | 「飛び立て13人!!」 - tobi tate 13 nin!!                                                                 | 14 ottobre 1998   |         |

## Colonna sonora
Sigle di apertura
- HELLO,VIFAM cantata da TAO
- Omega no Tobira - Hello, Vifam (メガの扉~HELLO,VIFAM~?) cantata da Katsumi (Vifam 13)

Sigle di chiusura
- Never Give Up cantata da TAO
- Don't Cry cantata da Aki Maeda e Ai Maeda (Vifam 13)

## Videogioco
Esiste un videogioco ispirato all'anime ed intitolato Ginga Hyōryū Vifam, pubblicato dalla Bandai per piattaforma MSX nel 1984. Si tratta di un videogioco d'azione e simulatore di volo che utilizza grafica wireframe 3D.